# Contea di Fuyuan
La contea di Fuyuan (富源县S, Fùyuán XiànP) è una contea della Cina, situata nella provincia di Yunnan e amministrata dalla prefettura di Qujing.